# Perkebunan Sei Balai (Meranti)
Perkebunan Sei Balai is een bestuurslaag in het regentschap Asahan van de provincie Noord-Sumatra, Indonesië. Perkebunan Sei Balai telt 363 inwoners (volkstelling 2010).